# Grazay
Grazay és un municipi francès situat al departament de Mayenne i a la regió de País del Loira. L'any 2007 tenia 589 habitants.

## Demografia

### Població
El 2007 la població de fet de Grazay era de 589 persones. Hi havia 228 famílies de les quals 60 eren unipersonals (36 homes vivint sols i 24 dones vivint soles), 68 parelles sense fills, 92 parelles amb fills i 8 famílies monoparentals amb fills.
La població ha evolucionat segons el següent gràfic:
Habitants censats

### Habitatges
El 2007 hi havia 295 habitatges, 231 eren l'habitatge principal de la família, 30 eren segones residències i 34 estaven desocupats. 292 eren cases i 1 era un apartament. Dels 231 habitatges principals, 171 estaven ocupats pels seus propietaris, 58 estaven llogats i ocupats pels llogaters i 2 estaven cedits a títol gratuït; 1 tenia una cambra, 12 en tenien dues, 36 en tenien tres, 59 en tenien quatre i 123 en tenien cinc o més. 144 habitatges disposaven pel capbaix d'una plaça de pàrquing. A 89 habitatges hi havia un automòbil i a 127 n'hi havia dos o més.

### Piràmide de població
La piràmide de població per edats i sexe el 2009 era:
| Homes | Edats   | Dones |
| ----- | ------- | ----- |
| 0     | 95 o +  | 0     |
| 0     | 90 a 94 | 0     |
| 0     | 85 a 89 | 0     |
| 4     | 80 a 84 | 4     |
| 8     | 75 a 79 | 8     |
| 16    | 70 a 74 | 16    |
| 16    | 65 a 69 | 16    |
| 16    | 60 a 64 | 12    |
| 8     | 55 a 59 | 16    |
| 16    | 50 a 54 | 12    |
| 32    | 45 a 49 | 32    |
| 16    | 40 a 44 | 8     |
| 8     | 35 a 39 | 16    |
| 24    | 30 a 34 | 12    |
| 8     | 25 a 29 | 16    |
| 28    | 20 a 24 | 24    |
| 20    | 15 a 19 | 32    |
| 24    | 10 a 14 | 20    |
| 20    | 5 a 9   | 16    |
| 16    | 0 a 4   | 12    |

## Economia
El 2007 la població en edat de treballar era de 355 persones, 293 eren actives i 62 eren inactives. De les 293 persones actives 278 estaven ocupades (158 homes i 120 dones) i 15 estaven aturades (5 homes i 10 dones). De les 62 persones inactives 26 estaven jubilades, 19 estaven estudiant i 17 estaven classificades com a «altres inactius».

### Ingressos
El 2009 a Grazay hi havia 232 unitats fiscals que integraven 600 persones, la mediana anual d'ingressos fiscals per persona era de 16.824,5 €.

### Activitats econòmiques
Dels 14 establiments que hi havia el 2007, 1 era d'una empresa de fabricació d'altres productes industrials, 2 d'empreses de construcció, 2 d'empreses de comerç i reparació d'automòbils, 3 d'empreses d'hostatgeria i restauració, 1 d'una empresa financera, 3 d'empreses de serveis i 2 d'empreses classificades com a «altres activitats de serveis».
Dels 6 establiments de servei als particulars que hi havia el 2009, 1 era un taller de reparació d'automòbils i de material agrícola, 1 paleta, 1 electricista, 2 perruqueries i 1 restaurant.
L'any 2000 a Grazay hi havia 46 explotacions agrícoles que ocupaven un total de 1.560 hectàrees.

## Equipaments sanitaris i escolars
El 2009 hi havia una escola elemental.

## Poblacions més properes
El següent diagrama mostra les poblacions més properes.